# Chiesa di Santa Maria Assunta (Bione)
La chiesa di Santa Maria Assunta è la parrocchiale di Bione, in provincia e diocesi di Brescia; fa parte della zona pastorale della Bassa Val Sabbia.

## Storia
Forse il primo luogo di culto cristiano di Bione sorse già in epoca paleocristiana; tuttavia, la struttura più antica di cui ci sia testimonianza si può datare all'VIII-IX secolo grazie al ritrovamento dei frammenti di un pluteo appartenente all'antica pieve.
Alla fine del Cinquecento la pieve medievale versava in cattive condizioni ed era insufficiente a soddisfare le esigenze dei fedeli, cosicché, per impulso del rettore don Paolo Gaburri, si decise di edificare una nuova chiesa di maggiori dimensioni. La prima pietra della costruenda parrocchiale, disegnata da Giulio Todeschini, venne posta il 4 maggio 1595; i lavori terminarono nella seconda metà degli anni venti del XVII secolo e la consacrazione fu impartita il 1º ottobre 1629.
Nell'Ottocento la chiesa venne ristrutturata e, inoltre, si procedette alla realizzazione del nuovo organo riutilizzando parte di quello precedente; lo strumento fu poi restaurato nel 1907.
La parrocchiale venne interessata nel 1955 da un intervento di restauro; tra il 1972 e il 1975 fu poi condotto l'adeguamento liturgico secondo le norme postconciliari mediante l'aggiunta dell'altare rivolto verso l'assemblea.

## Descrizione

### Esterno

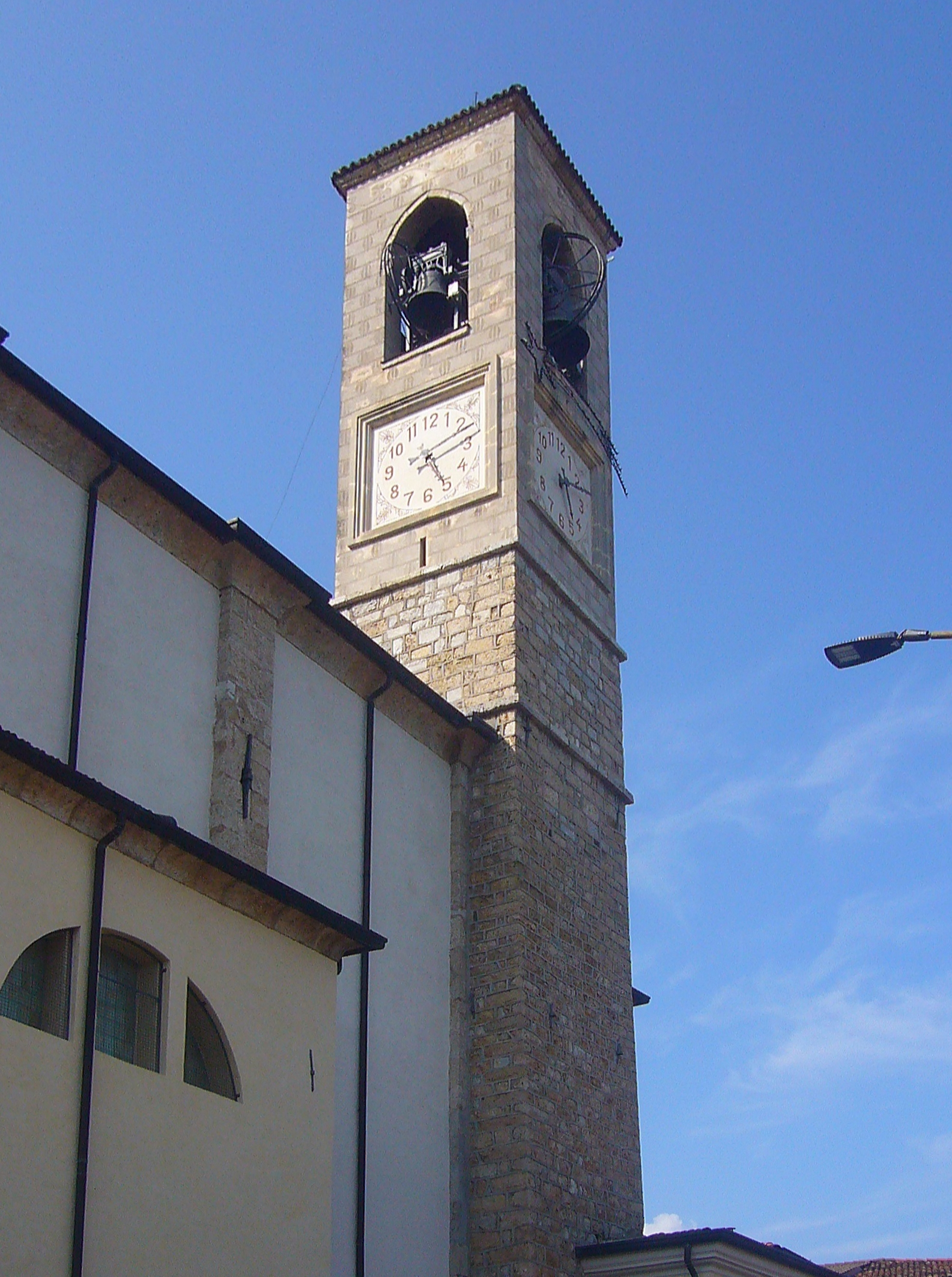
Il campanile

La facciata a capanna della chiesa, rivolta a sudovest, è suddivisa da una cornice marcapiano modanata in due registri, entrambi tripartiti da quattro lesene; quello inferiore, in stile tuscanico presenta centralmente il portale d'ingresso timpanato e due finestre, mentre quello superiore, d'ordine ionico, è caratterizzato da una doppia finestra e da due nicchie con statue e coronato dal frontone triangolare sopra il quale sono collocati dei pinnacoli.
Annesso alla parrocchiale è il campanile in pietra a base quadrata, la cui cella presenta su ogni lato una monofora a sesto acuto ed è coperta dal tetto a quattro falde.

### Interno

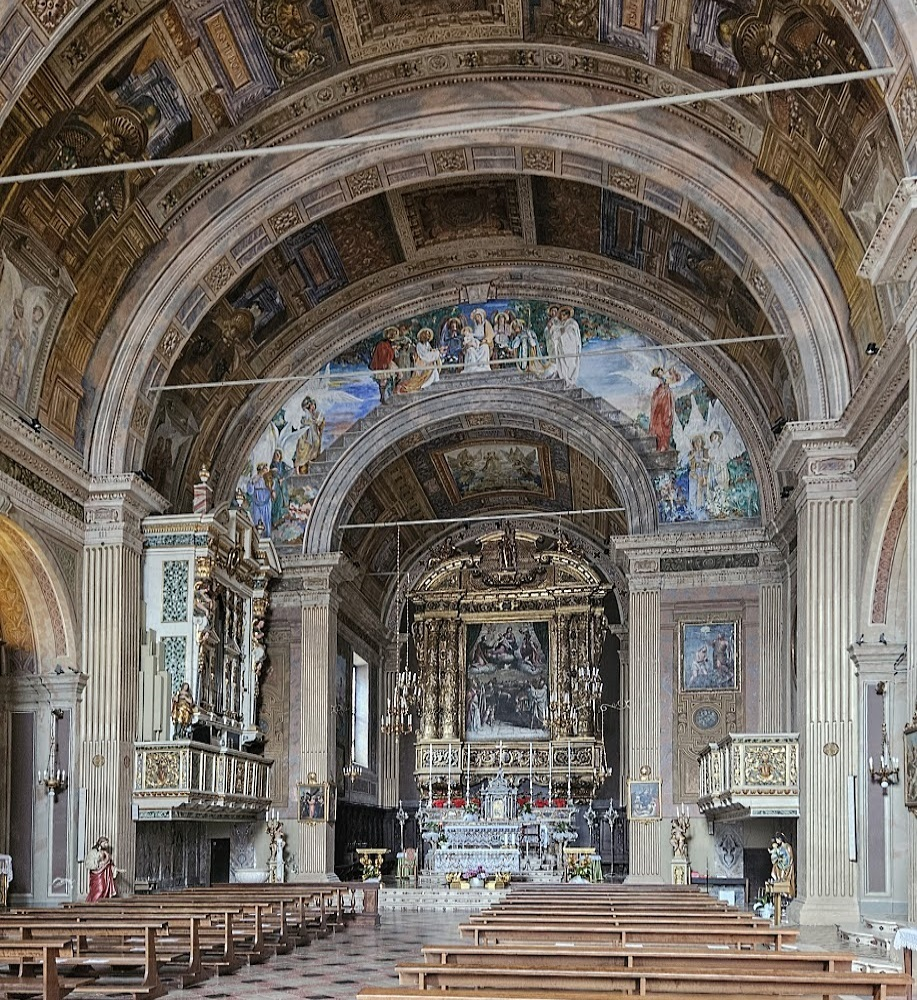
L'interno

L'interno dell'edificio si compone di un'unica navata, sulla quale si affacciano le cappelle laterali introdotte da archi a tutto sesto e le cui pareti sono caratterizzate da spesse paraste sorreggenti i costoloni che scandiscono la volta a botte, la quale si imposta su una trabeazione modanata e aggettante; al termine dell'aula si sviluppa il presbiterio, rialzato di alcuni gradini e chiuso dalla parete di fondo piatta.
Qui sono conservate diverse opere di pregio, tra le quali i due quadri che ritraggono San Martino e il povero e San Giorgio che lotta contro il drago, dipinti da Pietro Maria Bagnadore alla fine del XVI secolo, le tre pale raffiguranti l'Assunta con i santi Giovanni Battista, Giovanni Evangelista, Vigilio, Faustino, Rocco e Bernardino, la Madonna del Rosario con santi, e la Deposizione, eseguite da Massimo Riccobelli rispettivamente nel 1621, nel 1614 e nel 1612, la Via Crucis, realizzata dal veneto Domenico Zeni, autore pure della tela con soggetto Cristo deposto nel sepolcro (1816), i due altari della Madonna e della Deposizione, costruiti nel 1613 e nel 1655, i quattro ovali in cui sono rappresentanti l'Immacolata Concezione, il martirio di San Pietro Domenicano, la morte di Sant'Andrea da Avellino e la predicazione di San Francesco Saverio, e la tela ritraente San Carlo Borromeo fra i santi Antonio eremita, Antonio da Padova e Filippo Neri, dipinta da Giovanni Battista Bonomino.